# Dolichopus angustinervis
Dolichopus angustinervis är en tvåvingeart som beskrevs av Becker 1922. Dolichopus angustinervis ingår i släktet Dolichopus och familjen styltflugor. Inga underarter finns listade i Catalogue of Life.